# Capilla de San Juan de Dios (Marbella)
La Capilla de San Juan de Dios es un templo católico del siglo XVI de la ciudad de Marbella, en la provincia de Málaga, España. Se encuentra situada en el caso antiguo y forma parte del antiguo Hospital Real, construido por los Reyes Católicos tras la toma de la ciudad. 
De planta sencilla, la portada de piedra de la capilla se enmarca en un arco de medio punto y contiene una puerta tallada con el escudo de la ciudad y una granada, símbolo del antiguo Reino de Granada. Del interior de la capilla destaca el artesonado mozárabe y los fragmentos de unos frescos muy poco usuales en Castilla, que indican la mixtura de estilos.